# Ocotal
Ocotal là một khu tự quản thuộc tỉnh Nueva Segovia, Nicaragua. Khu tự quản Ocotal có diện tích 85 ki lô mét vuông. Đến thời điểm năm 2005, huyện Ocotal có dân số 34580 người.